# Lluís López i Sans
Lluís López i Sans (les Borges Blanques, 20 d'abril de 1895 – les Borges Blanques, 17 de desembre de 1956), fou músic, mestre de capella, organista, compositor i harmonitzador de peces musicals per a ser cantades. Destaca la seva labor com a fundador i director de l'Orfeó Borgenc l'any 1922, el qual va dirigir fins a la seva mort.

## Biografia
Va néixer al número 13 del carrer del Diputat Macià, avui carrer Nou, de les Borges Blanques, el dia 20 d'abril de 1895. Els seus pares Lluís López i Teresa Sans, pagesos de tota la vida assentats a les Borges Blanques. Familiars propers del Lluís López indiquen que va patir la malaltia del xarampió als quatre anys amb conseqüències que el van conduir progressivament a la ceguesa total. Aquesta discapacitat visual al tombant del segle XX condicionava la vida de qui la patia fins a limitar-ne les futures possibilitats laborals. Lluís López va ingressar a l'Asil Hospital de Sant Joan de Déu de Barcelona, ubicat a Les Corts, el 20 de setembre de 1904; allí, va ser alumne de la institució Congregación de la Inmaculada Concepción y de san Luís Gonzaga, on va rebre l'educació més adient a la seva discapacitat i al seu talent natural cap a la música. En concret, va estudiar solfeig, harmonia, piano, orgue i clarinet amb Charles Jouseaux, músic francès també cec que dirigia l'escola de música de l'asil. El diploma d'honor de la mateixa institució de 8 d'octubre de 1911 amb la qualificació de sobresaliente acredita una estada de com a mínim tres cursos, on es formà musicalment i en els aprenentatges del mètode Braille.
L'11 de març de 1912 obté la plaça d'organista i director de cor a l'Hospital Psiquiàtric de Santa Águeda (Guipúscoa). Va treballar-hi durant uns anys, però per problemes de salut, va haver de deixar-ho. De retorn a la seva ciutat de les Borges, l'any 1921, després de disset anys sense residir-hi, va començar a donar forma al seu somni de millorar la cultura musical de la seva ciutat, que ell considerava molt reduïda, mitjançant la formació d'una agrupació coral mixta, un orfeó on hi tingués cabuda tothom, nens, nenes, joves i grans, homes i dones, sense més ambició que les ganes de cantar i fer-ho bé. Aquesta era la premissa fundacional de l'Orfeó Borgenc: l'absència de tota ideologia política en la futura entitat. El mestre López va guiar amb rigor i professionalitat, amb batuta sàvia i amb els ulls d'un esperit sensible aquell orfeó durant 34 anys, duent-lo a assolir les més altes fites interpretatives que culminaren amb un concert memorable al Palau de la Música Catalana compartint escenari amb l'Orfeó Català, el dissabte 9 de novembre de 1929, i amb direcció conjunta dels mestres Lluís López i Lluís Millet.
El Lluís López i Sans va actuar decididament en la formació musical dels orfeonistes que de manera voluntària volgueren iniciar-se en els coneixements musicals i va desenvolupar una metodologia adient per a ensenyar solfeig a alumnes vidents mitjançant el musicògraf Ducourman. Ell treballava amb materials transcrits al sistema Braille, dels quals ha deixat al voltant de 3000 obres transcrites, compostes o harmonitzades per ell mateix.
El 2014, els seus descendents van cedir el seu arxiu a l'Ajuntament de les Borges Blanques. Conté composicions, algunes inèdites, documents i fotos amb molta informació sobre el desaparegut Orfeó Borgenc. En espera de la seva catalogació i digitalització, el fons documental del mestre López ha quedat dipositat a l'Espai Macià de les Borges Blanques.
L'escola de Música de les Borges Blanques duu el nom de "Escola de Música Mestre Lluís López".

## Obres
Aquestes són algunes de les obres compostes o harmonitzades per Lluís López:
- Salve Mater Misericordiae, antífona gregoriana documentada al segle xi i harmonitzada per a gran cor i veus mixtes, amb acompanyament d'orgue.
- La non, non, cançó popular de Nadal harmonitzada per a sis veus mixtes.
- Trisagi a la Sma. Verge del Carme. Juliol 1952. per a cor popular i 4 veus mixtes, amb acompanyament d'orgue.
- Els set dolors de la Mare de Déu. 1922. Per a solista, cor i orgue
- Himne de l'Escola del Treball, per a ser cantat a cappella o amb acompanyament.
- Cançó de Ginomà. Fragment de l'obra de teatre La xinel·la preciosa de Josep Maria Folch i Torres, 1917. Per a cant i piano.